# Delray Beach Open 2022
Delray Beach Open 2022 — тенісний турнір, що проходив на кортах з твердим покриттям у місті Делрей-Біч, США з  14 лютого. Належав до категорії ATP 250.

## Фінальна частина

### Одиночний розряд
Кемерон Норрі —  Рейллі Опелка 7–6(7–1), 7–6(7–4)

### Парний розряд
Марсело Аревало /  Жан-Жульєн Роєр —  Олександр Недовєсов /  Айсам-уль-Хак Куреші 6–2, 6–7(5–7), [10–4]